# ナチゾンビ

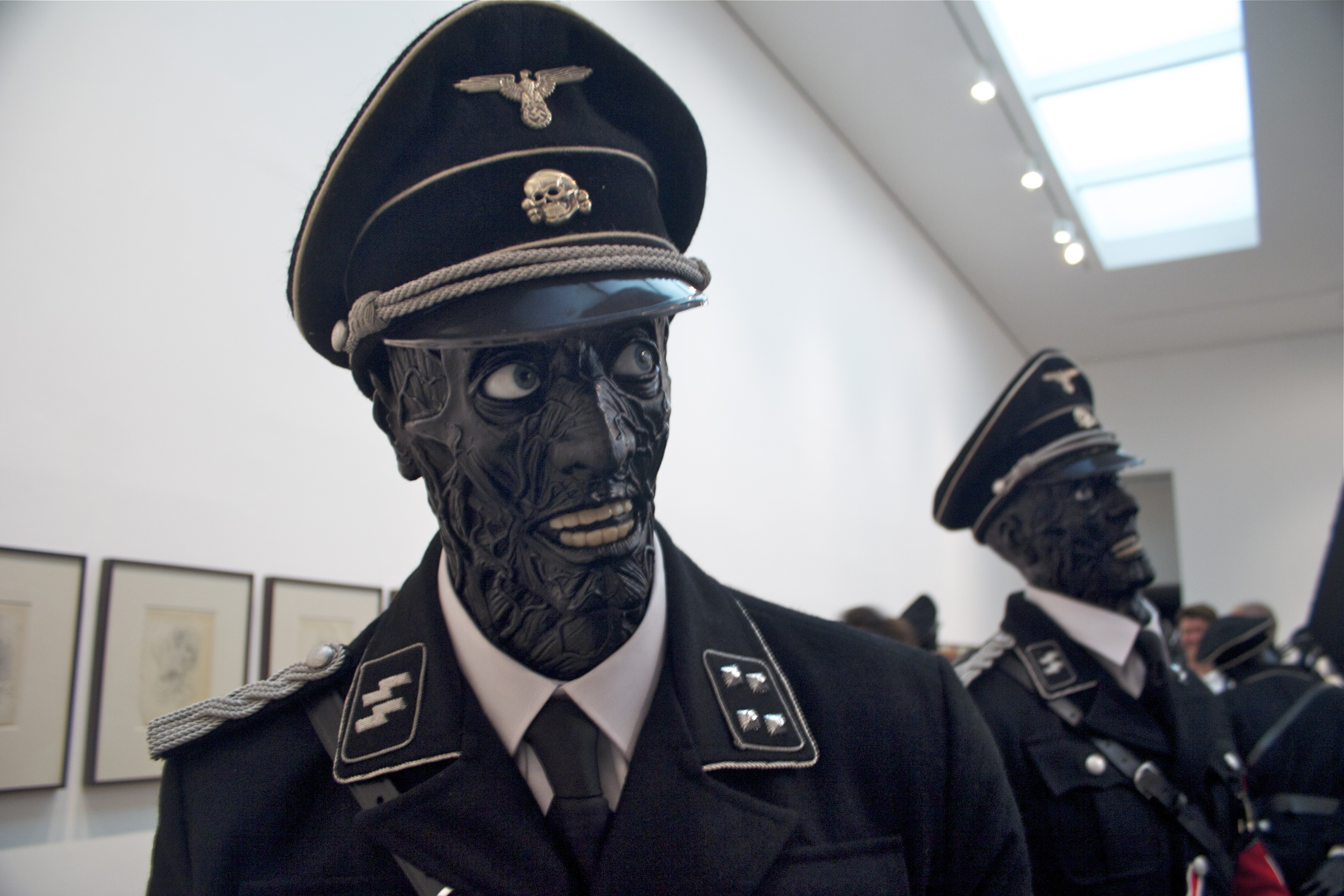
ナチゾンビ（ジェイク・アンド・ディノス・チャップマン作）

ナチゾンビ（Nazi zombies）は、フィクションにおいて見られるトロープで、主に「ナチス・ドイツ（またはナチズムに傾倒する科学者）が開発したゾンビ兵士」という設定で登場する。

## 概要
『Nazisploitation!: The Nazi Image in Low-Brow Cinema and Culture』では、「ナチゾンビ」は「ホラー映画に属するシェアの小さなジャンル」と説明されている。初期のナチゾンビ映画として、1941年公開の『死霊が漂う孤島』、1943年公開の続編『Revenge of the Zombies』が挙げられている。第二次世界大戦終結後に商業主義的なナチスプロイテーションが数多く製作され、その中のサブジャンルの一つとして『Shock Waves』『Night of the Zombies』などのナチゾンビ映画が登場した。これらの映画はヨーロッパの映画界に影響を与え、『ナチス・ゾンビ/吸血機甲師団』『ゾンビの秘宝』などが製作された。2000年代に入るとゾンビ映画ブームに乗る形で『処刑山 -デッド・スノウ-』『武器人間』『オーヴァーロード』などが製作され、ナチゾンビ映画は一定の人気を集めるジャンルに成長した。

## ナチゾンビが登場する作品

### 映画
- 死霊が漂う孤島（1941年）[6]
- Revenge of the Zombies（1943年）[6]
- She Demons（1958年）[7]
- They Saved Hitler's Brain（1963年）[7]
- 怪奇!呪いの生体実験（1966年）[8][9]
- Shock Waves（1977年）
- Night of the Zombies（1981年）[10]
- ナチス・ゾンビ/吸血機甲師団（英語版）（1981年）[11][12][13]
- ゾンビの秘宝（英語版）（1982年）[13]
- Hard Rock Zombies（1985年）[14]
- ゾンビ・ソルジャー（英語版）（2008年）[15]
- 処刑山 -デッド・スノウ-（2009年）[16][17]
- ウォー・オブ・ザ・デッド（英語版）（2011年）[18]
- アウトポスト BLACK SUN（英語版）（2011年）[19]
- ヒトラー最終兵器（英語版）（2013年）[20]
- 武器人間（2013年）[20]
- 処刑山 ナチゾンビVSソビエトゾンビ（2014年）
- オーヴァーロード（2018年）[21]

### テレビシリーズ
- トワイライト・ゾーン「He's Alive」（1963年）
- 0011ナポレオン・ソロ「The Deadly Games Affair」（1964年）
- ワンダーウーマン「Anschluss '77」（1977年）
- アクア・ティーン・ハンガー・フォース「Der Inflatable Fuhrer」（2009年）
- Danger 5（2012年）
- スーパーナチュラル「The One You've Been Waiting For」（2016年）